# Matthias Baaß
Matthias Baaß (* 8. März 1962 in Viernheim) ist ein deutscher Politiker (SPD).

## Leben
Nach dem Abitur 1981 in Viernheim leistete Baaß ein Freiwilliges Soziales Jahr ab. Anschließend studierte er bis 1987 Sozialarbeit an der Evangelischen Fachhochschule Darmstadt und war dann bis 1997 beim Jugendamt des Landkreises Bergstraße tätig. Baaß ist verheiratet und hat zwei Kinder.
Baaß trat 1984 der SPD bei. Bereits im Jahr darauf wurde er in die Viernheimer Stadtverordnetenversammlung gewählt. Dort war er jeweils vier Jahre Vorsitzender des Ausschusses für Umwelt und Verkehr und des Ausschusses für Kultur, Sport, Jugend und Soziales. 1997 wurde er zum Bürgermeister der Stadt Viernheim gewählt. 2003, 2009, 2015 und 2021 wurde Baaß wiedergewählt, 2021 allerdings extrem knapp mit 50,03 % der Stimmen. Bei 11.399 gültigen Stimmen (= 5700 reichten zum Gewinn) und 5.703 Stimmen für Baaß bedeutete dieses einen Sieg mit 4 Stimmen Vorsprung.

## Ehrenämter
Baaß ist Mitglied des Vorstands des Vereins „Zukunft Metropolregion Rhein-Neckar“.